# Prix de l'Académie du cinéma birman
Les Prix de l'Académie du cinéma birman (birman : မြန်မာ့ရုပ်ရှင်ထူးချွန်ဆု ; anglais : Myanmar Motion Picture Academy Awards), parfois surnommés Oscars de Birmanie, sont décernés chaque année afin de récompenser l'excellence artistique et technique des professionnels du cinéma birman. La cérémonie de remise des prix a lieu chaque année depuis 1952. Chaque lauréat reçoit une statuette en or et, depuis quelques années, une récompense en espèces,,.

## Historique
La première cérémonie des Oscars de 1952 s'est tenue à l'hôtel de ville de Rangoun, dans l'après-midi du 7 mars 1953. La cérémonie a ensuite eu lieu chaque année depuis cette date (à l'exception des années 1963, 1986, 1987 et 1988). Lors de la première cérémonie, seuls trois types de prix (meilleur film, meilleur acteur et meilleure actrice) ont été décernés. Au début, des prix pour les deuxième et troisième places dans la catégorie meilleur film étaient également remis. Au fil du temps, la cérémonie s'est considérablement développée : en 1954, un prix du meilleur réalisateur a été introduit, tandis que les deuxième et troisième prix du meilleur film ont été supprimés en 1955. En 1955, on décerne également le premier prix spécial du meilleur enfant artiste. En 1956, un prix de la meilleure photographie est créé, et en 1962, les prix du meilleur acteur et de la meilleure actrice dans un second rôle sont également introduits. En 1990, le nombre de prix atteint la dizaine avec l'ajout des prix du meilleur scénario, de la meilleure musique et du meilleur son. Un maximum de 11 prix est décerné avec l'ajout du prix du meilleur montage. En 2017, les Prix de l'Académie du cinéma birman ont aussi introduit le Prix d'honneur ou en forme longue « Prix d'excellence pour l'ensemble de sa carrière ».
L'imprévisibilité de la cérémonie de remise des prix est encore renforcée par l'attribution de prix spéciaux certaines années et la duplication des prix lorsque le jury ne parvient pas à se mettre d'accord sur le lauréat. Et bien sûr, il arrive parfois que les prix ne soient tout simplement pas décernés si le jury estime qu'aucun candidat n'est digne de les recevoir.
Le premier film à avoir remporté le prix du meilleur film fut Chit thet wai (en) (litt. « Cher Thet Wai ») en 1952. Le prix du meilleur réalisateur est décerné pour la première fois à Thukha (my) pour son film Aww main ma (en) (litt. « Oh, femmes ! »), une comédie dramatique. L'acteur Kyaw Win (my) a remporté le premier prix du meilleur acteur dans Marlaryi, tandis que Kyi Kyi Htay (my) a remporté le prix de la meilleure actrice pour son interprétation dans Chit thet wai.

## Liste des prix

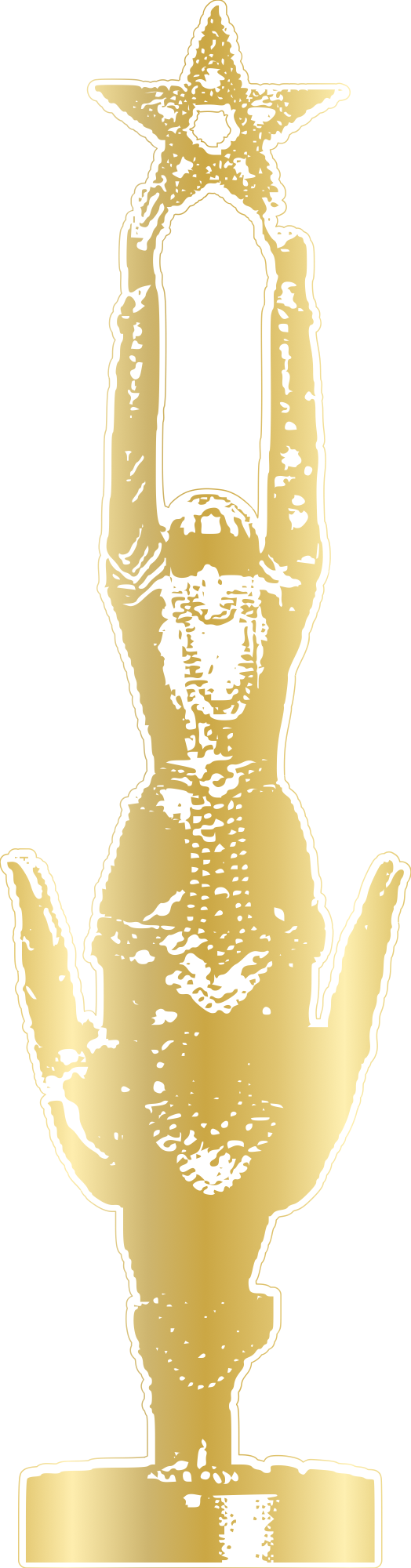
La statuette du prix.

En 2017, il y a un total de 13 prix.
1. Meilleur film
2. Meilleur réalisateur
3. Meilleur scénario
4. Meilleur acteur
5. Meilleure actrice
6. Meilleur acteur dans un second rôle
7. Meilleure actrice dans un second rôle
8. Meilleure musique
9. Meilleure photographie
10. Meilleur montage
11. Meilleur son
12. Prix spécial
13. Prix d'honneur (prix d'excellence pour l'ensemble de la carrière)